# Madeline Zima

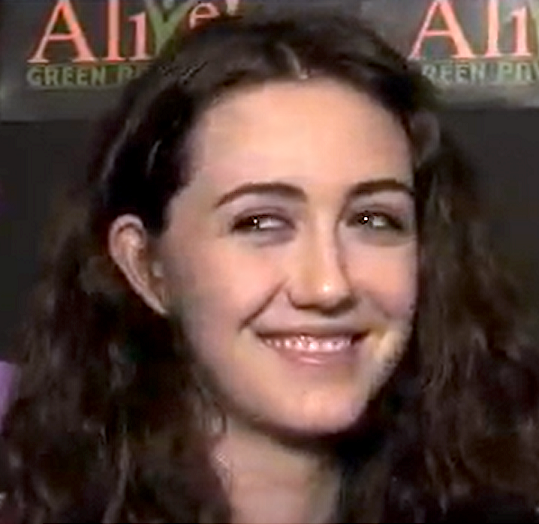
Madeline Zima, 2008

Madeline Rose Zima (* 16. September 1985 in New Haven, Connecticut) ist eine US-amerikanische Schauspielerin und Filmproduzentin, die durch ihre Rolle der Grace Sheffield in der Sitcom Die Nanny große Bekanntheit erlangte.

## Leben und Karriere
Madeline Zima ist die älteste Tochter von Marie und Dennis Zima. Sie hat zwei jüngere Schwestern, Vanessa und Yvonne, die ebenfalls Schauspielerinnen sind.
Zima begann ihre Karriere im Alter von 24 Monaten mit einem Auftritt in einem Werbespot für die Weichspülermarke Downy. Sie wirkte daraufhin noch in mehreren lokalen Werbespots in New York City mit. In dem Thriller Die Hand an der Wiege gab sie 1992 ihr Spielfilmdebüt.
Bekanntheit erlangte sie durch die Sitcom Die Nanny, in der sie von 1993 bis 1999 die Rolle der Grace Sheffield spielte. Zu ihren bekanntesten Filmen zählt die Liebeskomödie Cinderella Story (2004) mit Hilary Duff. Außerdem war sie in zahlreichen Gastrollen in erfolgreichen Serien zu sehen, unter anderem in Gilmore Girls (2001), Eine himmlische Familie (2003), Ghost Whisperer – Stimmen aus dem Jenseits (2007) und Grey’s Anatomy (2007).
Von 2007 bis 2011 spielte Zima die Rolle der Mia Lewis, einer frühreifen Jugendlichen, in der Fernsehserie Californication an der Seite von David Duchovny und Natascha McElhone. Sie gehörte zur Stammbesetzung der ersten und zweiten Staffel und hatte eine Gastrolle in Staffel drei und vier. Von 2009 bis 2010 war sie in der Serie Heroes als Gretchen Berg, der bisexuellen Freundin von Claire Bennet (Hayden Panettiere) zu sehen. 2009 spielte sie die Rolle der Jill in dem Horrorfilm The Collector – He Always Takes One. 2010 spielte sie neben Renée Zellweger und Forest Whitaker in My Own Love Song.

## Filmografie (Auswahl)

### Filme
- 1992: Die Hand an der Wiege (The Hand That Rocks the Cradle)
- 1993: Mr. Babysitter (Mr. Nanny)
- 1993: Last Supper – Die Henkersmahlzeit (The Last Supper)
- 1997: Zwei Singles in L.A. (Til There Was You)
- 1998: The Rose Sisters
- 1998: Second Chances
- 1999: The Secret Path (Fernsehfilm)
- 1999: Lethal Vows – Bis dass der Tod uns scheidet (Lethal Vows, Fernsehfilm)
- 2000: Sandy Bottom – Konzert für eine Stadt (The Sandy Bottom Orchestra, Fernsehfilm)
- 2001: The Big Leaf Tobacco Company
- 2003: Lucy (Fernsehfilm)
- 2004: Cinderella Story (A Cinderella Story)
- 2006: Looking for Sunday
- 2008: 5 or Die (Fernsehfilm)
- 2008: Legacy
- 2008: Dimples
- 2008: Streak
- 2009: The Collector – He Always Takes One (The Collector)
- 2010: My Own Love Song
- 2010: The Family Tree
- 2010: First Dates
- 2011: Ein Monster in Paris (Un monstre à Paris)
- 2012: Crazy Eyes
- 2012: Lake Effects (Fernsehfilm)
- 2012: Wild Beasts (Breaking the Girls)
- 2013: Crazy Kind of Love
- 2013: Gilded Lilys (Fernsehfilm)
- 2014: From A to B
- 2014: Rush Hour Date – Zweisam im Stau (#Stuck)
- 2015: Weepah Way for Now
- 2016: Die Spannerin – Spiel mit dem Feuer (I Am Watching You, Fernsehfilm)
- 2018: Painkillers
- 2019: The Chain
- 2019: Bombshell – Das Ende des Schweigens (Bombshell)
- 2021: Insight
- 2021: Bliss
- 2022: Diary of a Spy
- 2022: Hypochondriac
- 2024: Subservience

### Fernsehserien
- 1993: Law & Order (Episode 3x11 Missbrauch)
- 1993–1999: Die Nanny (The Nanny, 145 Episoden)
- 1996: JAG – Im Auftrag der Ehre (Episode 1x11 Unheimliche Begegnungen)
- 1997: Ein Hauch von Himmel (Touched by an Angel, Episode 4x04 Kinder der Nacht)
- 1999: Chicken Soup for the Soul (Episode 1x05 Starlight, Star Bright)
- 2001: The Nightmare Room (2 Episoden)
- 2001: King of the Hill (2 Episoden, Stimme)
- 2001: Gilmore Girls (Episode 2x07 Mutprobe)
- 2003: Eine himmlische Familie (7th Heaven, Episode 8x09 Bitteres Leid)
- 2004: Strong Medicine: Zwei Ärztinnen wie Feuer und Eis (Strong Medicine, Episode 5x11 Like Cures Like)
- 2006: 3 lbs. (Episode 1x01 Lost For Words)
- 2007: Ghost Whisperer – Stimmen aus dem Jenseits (Ghost Whisperer, Episode 2x15 Hexenkult)
- 2007: Grey’s Anatomy (Episode 4x08 Ewige Jugend)
- 2007–2011: Californication (28 Episoden)
- 2009–2010: Heroes (11 Episoden)
- 2010: My Boys (Episode 4x04 Hundert Männersachen)
- 2011: Royal Pains (Episode 3x09 Evans Entscheidung)
- 2012: Vampire Diaries (The Vampire Diaries, Episode 4x08 Die Vampir-Bindung)
- 2013–2014: Betas (6 Episoden)
- 2015: Agent X (Episode 1x05 Wahrheit oder Pflicht)
- 2015: Grimm (Episode 5x04)
- 2017: Twin Peaks (2 Episoden)
- 2019: You – Du wirst mich lieben (You, Episode 2x06)
- 2020: Good Girls (Episoden 3x08–3x09)
- 2020: Perry Mason (Episode 1x01)
- 2021: Navy CIS: Hawaiʻi (NCIS: Hawaiʻi, Episode 1x05)
- 2021: In Treatment – Der Therapeut (In Treatment, Episode 4x02)
- 2021: Hacks (Episode 1x05)
- 2022–2023: Doom Patrol (4 Episoden)
- 2024: High Potential (Episode 1x04)

## Auszeichnungen und Nominierungen
Young Artist Awards
- 1993: Nominierung in der Kategorie Best Young Actress Under Ten in a Motion Picture für Die Hand an der Wiege
- 1994: Nominierung in der Kategorie Best Performance by a Youth Ensemble in a Television Series für Die Nanny (mit: Nicholle Tom und Benjamin Salisbury)
- 1994: Nominierung in der Kategorie Best Youth Actress Leading Role in a Motion für Mr. Babysitter
- 1994: Nominierung in der Kategorie Best Performance by an Actress Under Ten in a Motion Picture für Mr. Babysitter
- 1995: Nominierung in der Kategorie Best Performance by an Actress Under Ten in a TV Series für Die Nanny
- 1995: Nominierung in der Kategorie Best Performance by a Youth Ensemble in a Television Series für Die Nanny (mit: Nicholle Tom und Benjamin Salisbury)
- 1995: Nominierung in der Kategorie Best Performance by a Youth Actress – TV Guest Star für Law & Order
- 1996: Nominierung in der Kategorie Best Performance in a TV Comedy Series – Supporting Young Actress für Die Nanny
- 1998: Nominierung in der Kategorie Best Performance in a TV Comedy Series – Supporting Young Actress für Die Nanny
- 2001: Nominierung in der Kategorie Best Performance in a TV Movie (Drama) – Leading Young Actress für Sandy Bottom – Konzert für eine Stadt

YoungStar Awards
- 1995: Nominierung in der Kategorie Best Performance by a Young Actress in a Comedy TV Series für Die Nanny
- 1997: Nominierung in der Kategorie Best Performance by a Young Actress in a Comedy TV Series für Die Nanny
- 1999: Nominierung in der Kategorie Best Performance by a Young Actress in a Comedy TV Series für Die Nanny